# Огњен Куртеш
Oгњен Куртеш (1984, Сарајево, СФРЈ) је доктор књижевно-историјских наука, доцент на Катедри за англистику Филозофског факултета Универзитета у Источном Сарајеву и продекан за науку истог факултета.

## Биографија
На Универзитету у Источном Сарајеву запослен је од 2008. године. Примарно поље његовог интересовања је енглеска књижевност 19. вијека, као и културолошке студије. Магистраски рад на тему „Однос љубави и моћи у викторијанском роману“ одбранио је 2012. године, а докторску дисертацију на тему „Поетички обрасци у викторијанском роману“ 2017. У звање доцента изабран је 2018. године.
Провео је мјесец дана на истраживачком боравку на Универзитету у Грацу и краћи период на Универзитету 1. децембар 1918. у Алба Јулији (Румунија) и Универзитету у Поатјеу (Француска). Учествовао је на домаћим и међународним конференцијама, објавио је више научних радова, приказа и превода.

## Издвојена библиографија
•	(Не)знање за 21. вијек: мит, књижевност, традиција; Petrović Lena (2017), Književnost u kontekstu: ogledi o književnosti i kulturi 2000-2015, Niš: Filozofski fakultet» / Филолог: часопис за језик, књижевност и културу, уредник Петар Пенда, Бања Лука : Филолошки факултет Универзитета у Бањој Луци. – 2017,
•	Ко се боји идентитета Вирџиније Вулф; Марија Летић, Стварање и идентитет: Сумрак свијести у романима Вирџиније Вулф, Пале: Филозофски факултет» / Зборник Матице српске за књижевност и језик, уредник Јован Делић, Нови Сад : Матица Српска. – 2017.